# Рут Грютцбаух
Рут Грютцбаух (нар. 1978) — австрійська астрономка, директорка планетарію та популяризаторка науки. Після отримання ступеня доктора філософії в 2007 році вона проводила дослідження в позагалактичній астрономії до 2013 року, а потім працювала педагогом і популяризатором науки. З 2017 року керує планетарієм «Public Space».

## Біографія
Грютцбаух була наймолодшою з шести дітей у родині, що мешкала у віденському районі Верінг. Закінчила школу в Зіммерінгу. У 1996 році вона почала вивчати астрономію у Віденському університеті та отримала диплом у 2003 році. Під час подальшої роботи над дисертацією вона набула міжнародного досвіду в Ноттінгемському університеті в Англії, Падуанській обсерваторії в Італії та обсерваторії Ла Сілла в Чилі. У 2007 році їй присуджено вчений ступінь доктора природничих наук після закінчення дисертації про карликові галактики.
Як постдок, Грютцбаух проводила дослідження в області позагалактичної астрономії в Ноттінгемському та Лісабонському університетах, а також спостерігала на Інфрачервоному телескопі Сполученого Королівства на Гаваях. У 2013 році Грютцбаух завершила свою академічну кар'єру та стала викладачем екології. З 2015 по 2017 рік вона працювала науковим комунікатором у просвітницькому центрі (Discovery Center) Обсерваторії Джодрелл-Бенк.

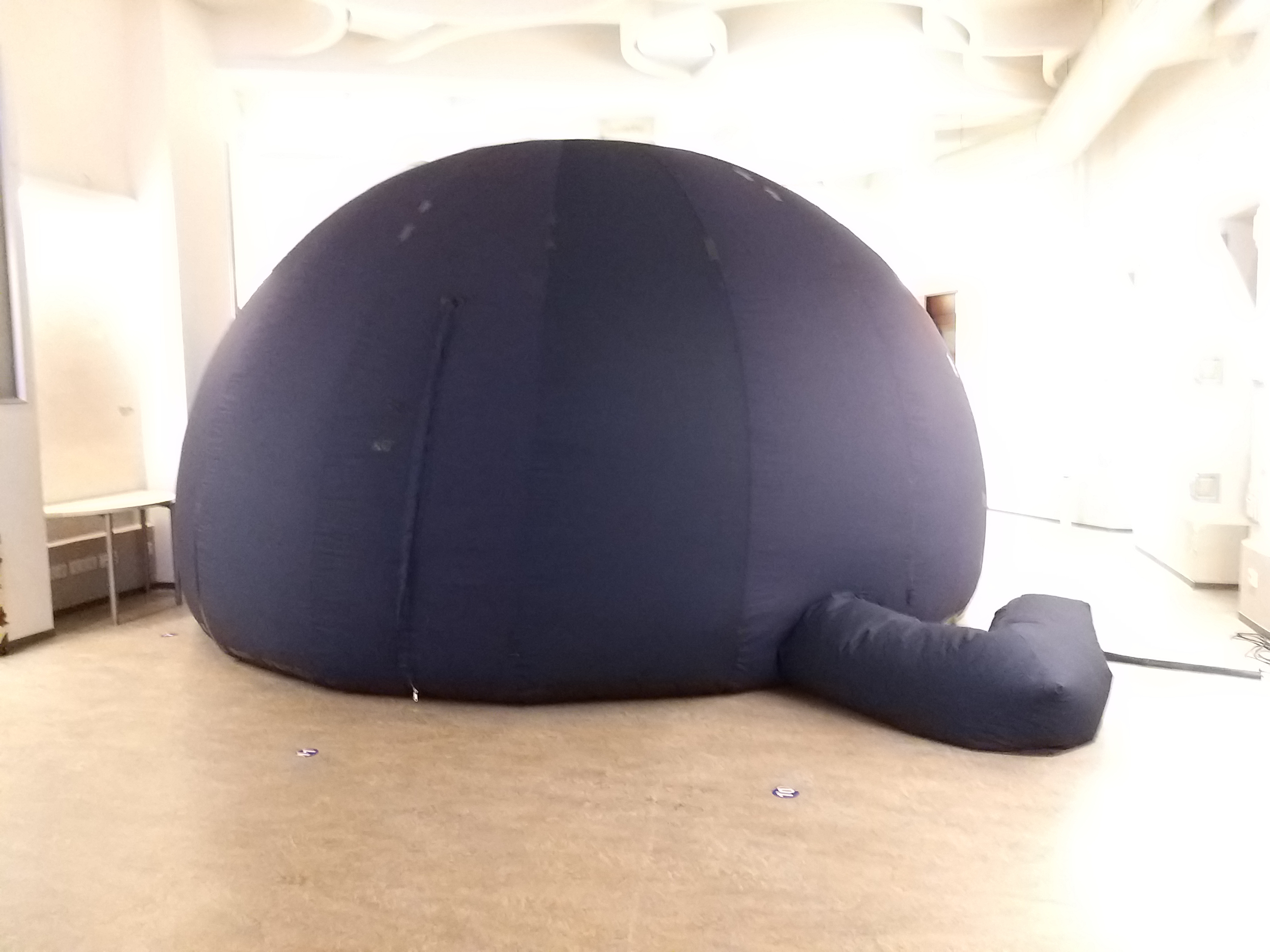
Надувний планетарій «Public Space»

Грютцбаух відома широкій громадськості з 2017 року через свій планетарій «Public Space». Надувний планетарій не має постійного місця, але Грютцбаух перевозить його на вантажному велосипеді від її дому у Відні до шкіл та інших місць проведення заходів
З 2020 року Грютцбаух проводить астрономічний подкаст «Всесвіт» (нім. Das Universum) разом із небесним механіком Флоріаном Фрайштеттером. Вона публікує різні подкасти про нічне небо разом з Голгером Кляйном.
У 2021 році вона опублікувала «На вантажному велосипеді по Галактиці» (нім. Per Lastenrad durch die Galaxis), науково-популярну книгу про позагалактичну астрономію та її планетарій.
Grützbauch є частиною "Руйнівників науки", наукового кабаре, заснованого Гайнцом Оберхуммером, Мартіном Пунтігамом і Вернером Грубером. Вона працювала в їх відділі реквізиту з 2018 року, а в 2021 році дебютувала на сцені.

## Роботи
- Per Lastenrad durch die Galaxis, Aufbau Verlag, Berlin 2021, ISBN 978-3-351-03893-9
- The eventful life of galaxies in low density environments or Evolution of galaxy groups (= Dissertation), Wien 2007 (Online [PDF, 11 MB])
- Galaxien in isolierten Gruppen: Eigenschaften der Gruppenmitglieder und Signaturen gravitativer Wechselwirkungen (= Diplomarbeit), Wien 2003 (Online [PS, 25 MB])